# Meike Thüllen
Meike Thüllen (* 20. Jahrhundert) ist eine deutsche Kommunalpolitikerin (FDP) und ehemalige Bürgermeisterin der Stadt Aachen.

## Leben und Wirken
Meike Thüllen wurde Anfang der 1980er Jahre Mitglied der FDP und zog später in den Rat der Stadt Aachen ein. Bei der Kommunalwahl 1999 ging ihre Partei eine Regierungskoalition mit der CDU ein und Thüllen wurde neben Sabine Verheyen (CDU) und Astrid Ströbele (SPD) zur dritten Bürgermeisterin der Stadt Aachen gewählt.
In ihrer Amtszeit setzte sich Thüllen vor allem für den Erhalt und die Förderung kultureller Einrichtungen ein. Als im Zuge der Haushaltssanierung 2003 unter anderem das Theater Aachen durch massive Kürzungspläne der CDU in seinem Bestand gefährdet war, stimmte Thüllen im Stadtrat gegen ihren Koalitionspartner und unterstützte dadurch die Position des hauptamtlichen Oberbürgermeisters Jürgen Linden von der SPD. Infolge dieses Konflikts trat Thüllen unter Protest am 13. März 2003 vom Amt der Bürgermeisterin zurück und am 24. März 2003 aus ihrer Partei aus, womit sie einem Parteiausschlussverfahren zuvorkommen wollte. Ihr Mandat behielt sie allerdings bei, wodurch die FDP, die zuvor nur über drei Mandate verfügt hatte, ihren Fraktionsstatus und damit einen erheblichen Teil ihrer Zuwendungen verlor.
Thüllen engagierte sich auch außerhalb des Stadtrates weiter kommunalpolitisch und setzte sich 2010 im Rahmen eines von ihr initiierten Bürgerforums dafür ein, die unter Verschluss gehaltenen Akten über die Auswahl der Kandidaten und die Entscheidung über die Vergabe des Aachener Karlspreises, die älter als 30 Jahre sind, der Öffentlichkeit zugänglich zu machen, auch um so ihre wissenschaftliche Auswertung zu ermöglichen. Eine Entscheidung darüber steht noch aus.
Weiter setzte sich Thüllen für den Erhalt und den Umbau des Internationalen Zeitungsmuseums der Stadt Aachen ein, welches 1993 ebenfalls von einer Schließung bedroht war. Sie startete einen Aufruf zur Anwerbung von ehrenamtlichen Mitarbeitern sowie zur Sammlung von Fördermitteln und gründete dazu mit Gleichgesinnten einen entsprechenden Förderverein. Dennoch sollte es bis 2008 dauern, um mit der eigentlichen Um- und Ausbauphase beginnen zu können, welche dann mit der Neueröffnung am 11. Juli 2011 ihren vorläufigen Abschluss fand. Anschließend setzte sie sich noch dafür ein, das Museum mit einem repräsentativen Glasportal auszustatten.
Im sozialen Bereich setzt sich Thüllen für verschiedene Projekte ein, wie die Errichtung von Kinderläden und im Vorstand der Heemann-Stiftung für Menschen mit Behinderungen.